# 報恩警察署
報恩警察署（ポウンけいさつしょ）は、忠北地方警察庁所管の警察署である。

## 管轄区域
- 報恩郡

## 沿革
- 1945年10月21日 - 開署
- 2001年11月30日 - 現在の庁舎が完成

## 組織
- 警務課
- 生活安全課
- 捜査課
- 情報保安課

## 管轄地区隊
- 邑内地区隊
- 馬老地区隊

## 管轄派出所
- 山外派出所
- 俗離山派出所
- 三升派出所
- 懐仁派出所
- 内北派出所

## 管轄治安センター
- 水汗治安センター
- 長安治安センター
- 炭釜治安センター
- 懐南治安センター